# Ripa d'Orcia
Ripa d'Orcia este o arie protejată (arie specială de conservare — SAC, sit de importanță comunitară — SCI) din Italia întinsă pe o suprafață de 830 ha, integral pe uscat.

## Localizare
Centrul sitului Ripa d'Orcia este situat la coordonatele 43°00′33″N 11°34′27″E / 43.009167°N 11.574167°E.

## Înființare
Situl Ripa d'Orcia a fost declarat sit de importanță comunitară în iunie 1995 pentru a proteja 21 de specii de animale. Situl a fost protejat și ca arie specială de conservare în mai 2016.

## Biodiversitate
Situată în ecoregiunea mediteraneană, aria protejată conține 9 habitate naturale: Păduri de Quercus ilex și Quercus rotundifolia, Lacuri eutrofice naturale cu vegetație de tip Magnopotamion sau Hydrocharition, Pseudostepă cu ierburi și specii anuale de Thero-Brachypodietea, Galerii de Salix alba și de Populus alba, Matorral arborescenți cu Juniperus spp., Râuri cu maluri nămoloase cu vegetație de Chenopodion rubri p.p. și Bidention p.p., Râuri de munte și vegetația lor lemnoasă cu Salix elaeagnos, Pajiști umede mediteraneene cu ierburi înalte de Molinio-Holoschoenion, Râuri mediteraneene cu debit permanent și vegetație de Glaucium flavum.
La baza desemnării sitului se află mai multe specii protejate:
- păsări (12): uliu păsărar (Accipiter nisus), fâsă-de-câmp (Anthus campestris), șorecarul comun (Buteo buteo), caprimulg (Caprimulgus europaeus), șerpar (Circaetus gallicus), dumbrăveancă (Coracias garrulus), șoim călător (Falco peregrinus), vânturel roșu (Falco tinnunculus), ciocârlie de pădure (Lullula arborea), mierlă albastră (Monticola solitarius), ciuf-pitic (Otus scops), viespar (Pernis apivorus)
- amfibieni (1): Triturus carnifex
- mamifere (3): liliac cârn (Barbastella barbastellus), lupul (Canis lupus), liliacul mic cu potcoavă (Rhinolophus hipposideros)
- nevertebrate (2): Euplagia quadripunctaria, rădașcă (Lucanus cervus)
- pești (3): Barbus tyberinus, Padogobius nigricans, Rutilus rubilio

Pe lângă speciile protejate, pe teritoriul sitului au mai fost identificate 3 specii de plante, 1 specie de mamifere, 1 specie de nevertebrate, 2 specii de reptile.